# إلكلاند (ميزوري)
إلكلاند (بالإنجليزية: Elkland)‏ هي إحدى المجتمعات الفردية (غير مصنفة) في ولاية ميزوري في الولايات المتحدة الأمريكية.